# Клян Анатолій Сергійович
Анато́лій Сергійович Клян (23 січня 1946 — 30 червня 2014) — радянський та російський журналіст, оператор «Першого каналу». Загинув в зоні бойових дій під Донецьком.

## Біографія
Анатолій Клян народився в сім'ї робітника. Працював слюсарем на тому ж заводі, що і його батько. Однак любов до фотографії привела його на курси операторів, після закінчення яких влаштувався працювати в телецентр «Останкіно» і вступив до ВДІКу.
Пропрацював на телебаченні понад 40 років. Неодноразово вирушав у відрядження в місця ведення бойових дій, працював в Югославії, Чечні, Іраку, Афганістані, Сирії.
Влітку 2014 року вирушив у своє 375-те відрядження — на Донбас, в зону, де ведуться бойові дії між невизнаними республіками ЛНР, ДНР і українськими збройними силами.
У ніч на 30 червня поруч з військовою частиною № 1428, розташованої під Авдіївкою в 15 км від Донецька, навпроти радгоспу «Спартак», Анатолій, разом зі знімальною групою, потрапив під обстріл і отримав поранення в живіт, яке виявилося смертельним. Журналісти їхали в автобусі разом з матерями солдатів-строковиків, щоб вимагати від командування частини домогтися повернення синів додому. Сам захід було організовано прес-службою самопроголошеної Донецької народної республіки, за акредитацією якої і працював журналіст.
Похований на  Троєкуровському цвинтарі.

## Реакція
За фактом загибелі Слідчий комітет Російської Федерації порушив кримінальну справу, за версією представника відомства Володимира Маркіна: «за цією смертю стоїть український мільярдер  Ігор Коломойський». Згодом у вбивстві Кляна був звинувачений командир дивізіону донецького зенітного ракетного полку полковник Малам, який, за версією слідства, особисто віддав наказ стріляти на поразку в цивільних осіб, в результаті якого і був убитий Анатолій Клян.
Міжнародні організації, зокрема, ОБСЄ і ООН, засудили черговий факт насильства проти російських журналістів на південному сході України і заявили про необхідність ретельного розслідування події. Перший канал опублікував заяву, в якій звинуватив українську владу в тому, що вона продовжує вбивати журналістів. 30 червня спікер інформаційного центру РНБО Андрій Лисенко повідомив про те, що українська сторона гарантує безпеку журналістів в зоні проведення антитерористичної операції за умови їх акредитації в СБУ.
Прем'єр-міністр Донецької Народної Республіки Олександр Бородай заявив, що ополченці не планували захоплювати дану військову частину: «Прояв нехлюйства, що призвело до людських жертв. З тими, хто повів туди людей, ми будемо розбиратися за всією суворістю ».
4 липня віце-прем'єр ДНР Андрій Пургин повідомив про арешт в Донецьку віце-спікера верховної ради ДНР Володимира Маковича за підозрою в причетності до загибелі Анатолія Кляна, пізніше прес-секретар Бородая Клавдія Кульбатская повідомила про можливе звільнення Маковича до 8 липня після з'ясування обставин. Маковича звинувачували в тому, що він не доповів прем'єру про плани доставити автобус до військової частини.

## Особисте життя
У Анатолія Кляна залишилася дружина Людмила Михайлівна і двоє дітей, син Андрій Покровський, дочка Олена. Онук Тимофій пішов слідами дідуся: навчався у ВДІКу на оператора, на даний момент працює звукооператором на «Першому каналі».

## Нагороди
- Орден Мужності (2 липня 2014 року, посмертно) — за мужність і героїзм, проявлені при виконанні професійного обов'язку[13][14]
- Медаль ордену «За заслуги перед Батьківщиною» II ступеня (27 листопада 2006року ) — за великий внесок у розвиток вітчизняного телерадіомовлення та багаторічну плідну діяльність[15]
- Медаль «За ратну доблесть»[16]
- Нагрудний знак «Учасник бойових дій»[16]

## Пам'ять
1 липня 2015 року на будівлі телевізійного технічного центру «Останкіно» в пам'ять про Анатолія Кляна урочисто відкрито меморіальну дошку.